# Ode de Pougy
Ode de Pougy est une religieuse française, abbesse de l'abbaye Notre-Dame-aux-Nonnains de 1264 à 1272. Elle est principalement connue pour avoir tenté d'empêcher par la force la construction de la basilique Saint-Urbain de Troyes, ce qui lui valut d'être excommuniée jusqu'en 1283.

## Biographie

### Accès à l'abbatiat

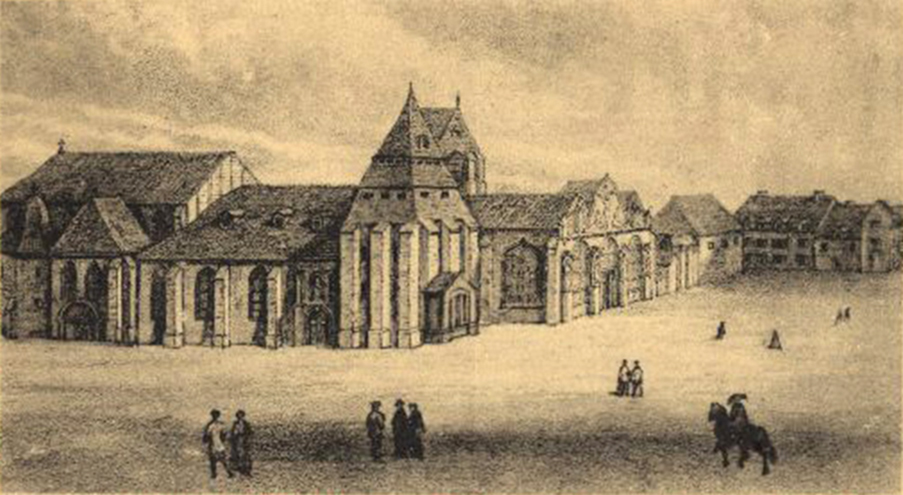
L'abbaye de Notre-Dame-aux-Nonnains.

Membre de la Maison de Pougy et donc de la même famille que Manassès II, évêque de Troyes de 1181 à 1190, Ode de Pougy est également issue probablement de la famille de Manassès Ier d'Arcis, qui comprend notamment les comtes d'Arcis, de Ramerupt et de Pougy, qui sont parmi les seigneurs les plus puissants de la province de Champagne, après le comte de Champagne.
Ode est abbesse de l'abbaye Notre-Dame-aux-Nonnains de Troyes, de 1264 à 1272. Elle succédait alors à Isabelle de Chasteau-Villain, dame de Barberey-Saint-Sulpice, qui avait accepté en 1262 la requête du pape Urbain IV d'ériger une église à Troyes. Bien qu'Urbain IV meure à Pérouse le 2 octobre 1264, son neveu Anchero Pantaléon, cardinal de Sainte-Praxède, prend en main le projet. Le pape Clément IV souhaite quant à lui placer la nouvelle fondation sous la protection directe du Saint-Siège.

### Opposition au Saint-Siège

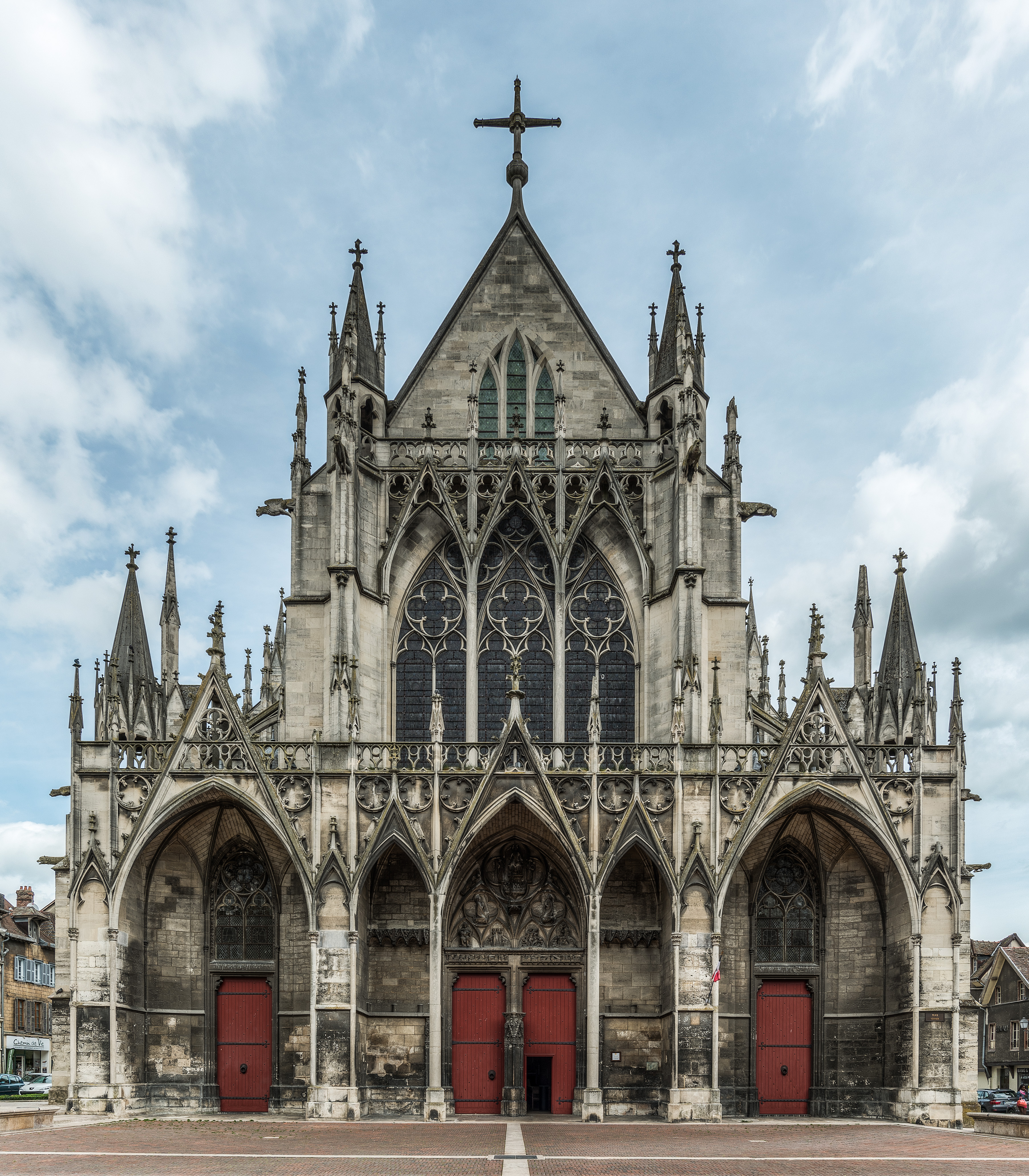
La basilique Saint-Urbain de Troyes.

Notre-Dame-aux-Nonnains a un grand pouvoir et de nombreux privilèges à Troyes : une église collégiale qui serait en dehors de sa juridiction ecclésiastique et placée directement sous celle du Saint-Siège serait donc une menace sérieuse. C'est ainsi qu'en 1266, Ode envoie des hommes d'armes dévaster le chantier : les portes sont rompues, le maître-autel et chapiteaux brisés, les colonnes vandalisées et le matériel confisqué. Après cette attaque, de nouvelles portes sont installées, puis de nouveau brisées. Quelques mois plus tard, l'église est victime d'un incendie suspect.
Lorsque le pape envoie l'archevêque de Tyr consacrer l'église et bénir le cimetière de Saint-Urbain en 1268, Ode de Pougy considère cette délégation comme un affront à sa juridiction. Elle embauche alors des hommes armés qui empêchent l'archevêque de Tyr et l'évêque d'Auxerre de bénir le nouveau cimetière. Lors de la cérémonie, elle se rend à l'église avec ses religieuses et vingt-huit disciples qui perturbent violemment la consécration et chassent le prélat. Lorsque le pape prend connaissance du scandale, il lance une enquête menée par l'archidiacre de Luxeuil et le doyen de Saint-Étienne de Troyes. En mars 1269, le pape excommunie l'abbesse et plusieurs personnes qui l'avaient aidée. Ode est ainsi remplacée en 1272 par Isabelle II. Le pape Martin IV lève finalement l'excommunication en 1283.

## Sources
- (en) Cet article est partiellement ou en totalité issu de l’article de Wikipédia en anglais intitulé « Ode de Pougy » (voir la liste des auteurs).
- Boutiot, Théophile (1870), Histoire de la ville de Troyes et de la Champagne méridionale, A. Aubry.
- Coffinet (1852), Sceau de l'abbaye de Notre-Dame-aux-Nonnains de Troyes (douzième siècle), M. A. Forgeais.
- (en) Kane, Tina (2010), The Troyes Memoire: The Making of a Medieval Tapestry, Boydell & Brewer  (ISBN 978-1-84383-570-7).
- Petit, Ernest (1874), « Les Sires de Noyers », Bulletin de la Société des Sciences Historiques et Naturelles de L'Yonne.
- Rivière, Rémi (2001), Basilique Saint-Urbain de Troyes : Guide de visite, photographies de Dominique Roy, p. 64  (ISBN 2-907894-26-9).
- Socard, Émile (1882), Biographie des personnages de Troyes et du département de l'Aube, L. Lacroix.
- Société de Sphragistique (1852), Catalogue des Abbesses de Notre-Dame-aux-Nonnains, Siège de la société.